# Matthias Christian Sprengel
Pour les articles homonymes, voir Sprengel.
Matthias Christian Sprengel est un historien allemand, né à Rostock en 1746, mort en 1803 à Halle, où il est, depuis 1778, professeur d’histoire et bibliothécaire de l’université.

## Œuvres
On a de lui un grand nombre d’ouvrages, parmi lesquels nous citerons : 
- Histoire de la Grande-Bretagne et de l’Irlande (Halle, 1783) ;
- Histoire des Mahrattes (Halle, 1786) ;
- Histoire des transformations politiques de l’Inde (Halle, 1788) ;
- Histoire des découvertes géographiques les plus importantes (Halle, 1792) ;
- Éléments de la statistique des principaux États de l’Europe (Halle, 1793) ;
- Choix de mémoires géographiques, statistiques et historiques (Halle, 1794-1800, 14 vol.) ;
- Hyder-Ali et Tippoo-Saëb ou Coup d’œil sur l’empire de Mysore (Weimar, 1801) ;
- Géographie des Indes orientales (Hambourg, 1802), ouvrage qui forme le onzième volume de la Géographie de Busching.

Sprengel a en outre publié, avec Forster, les Documents pour le développement de la géographie et de l’ethnographie (Lepzig, 1781-1790, 14 vol.) et les Nouveaux documents, etc. (Leipzig, 1790-1794, 13 vol.).